# Prague Open 1999
Il Prague Open 1999 è stato un torneo di tennis facente parte della categoria ATP Challenger Series nell'ambito dell'ATP Challenger Series 1999. Il torneo si è giocato a Praga in Repubblica Ceca dal 21 al 27 giugno 1999 su campi in terra rossa.

## Vincitori

### Singolare
Michal Tabara ha battuto in finale  Jean-René Lisnard con il punteggio di 6–4, 6–1

### Doppio
Michal Tabara /  Radomír Vašek hanno battuto in finale  Tomáš Cibulec /  Petr Pála con il punteggio di 6–2, 6–0